# Saint-Siméon (Orne)
Saint-Siméon település Franciaországban, Orne megyében. Lakosainak száma 229 fő (2018. január 1.). Saint-Siméon Passais, Couesmes-Vaucé, Gorron, Lesbois, L’Épinay-le-Comte, Passais Villages és Saint-Fraimbault községekkel határos.

## Népesség
A település népessége az elmúlt években az alábbi módon változott:
| Lakosok száma | 604  | 512  | 400  | 340  | 281  | 270  | 252  | 251  | 231  | 229  |
|               | 1962 | 1968 | 1975 | 1982 | 1990 | 2008 | 2013 | 2015 | 2017 | 2018 |